# 대왕의 꿈
《대왕의 꿈》은 2012년 9월 8일부터 2013년 6월 9일까지 방영된 KBS 1TV 대하드라마이다. 한국방송공사에서 기획한 삼국시대 영웅전의 세 번째 작품으로, 신라 제26대 진평왕, 제27대 선덕여왕, 제28대 진덕여왕, 제29대 태종무열왕, 제30대 문무왕까지의 치세와 흥무대왕 김유신, 그리고 삼국 말기의 고구려, 백제의 영웅들의 일대기를 재조명하였다.
한편, 이 작품은 전작 광개토태왕이 끝난 뒤 곧바로 시작(2012년 5월)할 예정이었으나 당초에 김유신 역으로 낙점된 최재성의 부상에 따른 배역 교체 및 예산 절감, 2012년 하계 올림픽 방송 등의 이유로 미루어졌다. KBS 드라마 본부가 편성 공백 기간 동안 올림픽 특집 프로그램과 다큐멘터리를 편성함으로써 결국 2012년 9월 8일로 첫방송 날짜가 최종적으로 확정되었다.

## 등장 인물
|  | ※ 드라마 상의 인물 설정으로, 실제 역사적 기록과는 다를 수 있습니다. |

|  | ※ (†) 표시는 드라마 상으로 현재 사망한 인물입니다. |

### 주요 인물들
- 최수종 : 김춘추 역 (아역 채상우)

신라 제 29대 국왕인 태종 무열왕. 폐위된 진지왕의 손자이며 진평왕의 외손. 제18대 풍월주. 몰락한 왕가의 후손으로 태어나 구귀족세력의 끊임없는 견제를 받았으나 대의명분의 정치와 리더쉽을 통해 이를 극복하고 국가의 중추로 성장하였다. 뛰어난 외교력으로 나당동맹을 주도하였으며, 결국 삼한일통의 대업을 이루어 통일 신라의 창업주가 된다.†(67회)
- 김유석 : 김유신 역 (아역 노영학)

통일 신라 창업의 일등 공신. 제15대 풍월주이자 김서현과 만명부인의 장남. 금관가야 왕실의 후예로 김춘추의 평생의 동지이자 정치적 후원자가 된다. 낭비성 싸움을 시작으로 여러 전투를 승리로 이끌면서 백전불패의 명장이자 신라를 구할 미륵으로 명성을 떨치게 된다. 무열왕 즉위 후 백제와 고구려를 정벌해 삼한일통의 대업을 이룬다. 또한 가야계 출신으로 최초의 상대등이 되었으며 후일 42대 흥덕왕에 의해 신라 역사상 유일하게 신하로서 사후 흥무대왕으로까지 추존된 인물.†(70회)
- 박주미[5] → 홍은희[6] : 선덕여왕 역 (아역 선주아)

신라 제27대 국왕. 진평왕의 둘째딸이며 김춘추의 어머니인 천명공주의 동생. 성조황고(聖祖皇姑)의 존호를 받으며 즉위한 신라 최초의 여성 군주로써 어진 성품과 현숙함으로 백성들의 추앙을 받았다. 안으로는 보수 귀족 세력의 도전과 밖으로는 고구려와 백제의 공세에 직면하여 국운을 지키기 위해 노력을 기울였다. 민생안정과 내치에 힘쓰는 한편, 첨성대 및 황룡사 구층탑 등을 건립하는 업적을 남겼다. 647년 비담의 난을 진압하던 중 병사한다.†(47회)
- 이영아 : 승만왕후 역 (아역 김현수)

진평왕의 후비이며 덕만공주와 김춘추의 정치적 라이벌. 진흥왕의 혈통으로 일찍 부모를 여의고 사도태후에게 길러졌다. 사도태후로부터 신국의 도를 지키기 위한 후계자로 지명되어, 마야왕후 사후 진평왕의 정실이 된다. 서라벌 구귀족세력의 강력한 지지와 귀문의 군사력을 등에 업고 덕만과 춘추를 끊임없이 위협한다. 진평왕 말기 비형, 칠숙, 석품 등을 사주하여 난을 일으키지만 실패하고 서라벌을 떠난다.

### 신라

#### 김춘추가문
- 정동환 : 김용춘 역

김춘추의 아버지. 진지왕과 지도부인의 차남. 제13대 풍월주를 지냈다. 보수 귀족들의 견제로부터 춘추를 보호하며 삼한일통의 대망을 심어준 정치적 스승.†(36회)
- 조경숙 : 천명공주 역

김춘추의 어머니. 진평왕의 첫째딸이며 선덕여왕의 언니.†(33회)
- 추소영 : 보라궁주 역

김춘추의 첫 번째 부인. 미실궁주의 손녀이자 제16대 풍월주 보종의 딸. 딸 고타소를 낳다가 산고로 사망한다.†(13회)
- 린아 : 문명왕후 역

김춘추의 두 번째 부인이자 문무왕의 생모. 김유신의 누이로 김춘추를 적극적으로 내조한 여걸.
- 민지아 : 보희 역

김유신의 첫째 누이, 문희의 언니. 기록상 무열왕의 세 번째 부인이나 극중에서는 혼인하지 않고 비형 사후 서라벌을 떠난다.
- 박그리나 : 고타소 역 (아역 정다빈)

김춘추와 보라궁주 사이에서 태어난 딸. 훗날 대야성주인 품석과 혼인하였으나 백제군의 침입으로 자결한다.†(37회)
- 이종수 : 김법민 역 (아역 김진성)

신라 제30대 문무왕. 김춘추와 김문희 사이에서 태어난 맏아들. 김유신과 함께 종군하여 백제 정벌에 큰 공을 세운다. 무열왕 사후 고구려를 정벌하고 나당전쟁을 승리로 이끌며 삼한일통의 대업을 완성한다.
- 전승빈 : 김인문 역

김춘추와 김문희 사이에서 태어난 둘째 아들. 나당동맹에서 중추적 활약을 하며 삼한일통을 물심양면으로 돕는다. 후일 친당파의 거두로 성장하여 나당전쟁 과정에서 갈등하기도 한다. 삼한일통 이후에도 당에 머물며 방송와 당을 중재한다.
- 최규현 : 태자비 역

김춘추의 맏며느리이며 김법민의 부인이고 김정명의 어머니이다. 훗날 김춘추가 왕위에 오르자 김법민이 태자로 책봉됨에 따라 태자비가 되었고 무열왕 사후 김법민이 왕위에 오르자 자의왕후가 된다.
- 미상 : 김정명 역 (아역 조용진)

태종무열왕의 손자, 문무왕의 차남이며 신라 제31대 신문왕.

#### 김유신가문
- 최일화 : 김서현 역 (청년 김동윤)

김유신의 아버지. 금관가야의 마지막 왕 구형왕의 손자이며 진흥왕 대의 명장 김무력의 아들. 극 중에서는 칠숙과 석품의 난을 맞아 전사한다.†(23회)
- 김예령 : 만명부인 역 (청년 김형미)

김유신의 어머니. 숙흘종과 만호태후의 딸.†(33회)
- 박재웅 : 김흠순 역

김유신의 동생. 제19대 풍월주. 역발산 기개세의 용장으로 삼한일통의 주역으로 활약한다.
- 김현숙 : 재매부인 역

김유신의 첫 번째 부인.†(33회)
- 김동윤 : 삼광 역

김유신의 장남. 김유신 휘하에 종군하여 여러 전투에서 활약한다.
- 백승우 : 김원술 역

김유신의 차남. 나당전쟁 초기 패전으로 인해 김유신의 노여움을 사서 부자절연을 당한다. 김유신 사후 나당전쟁을 승리로 이끄는 주역이 된다.
- 가원 : 지소공주 역

김춘추와 문명왕후의 딸. 김유신의 마지막 부인이 된다.

#### 왕실
- 손효원 : 진지왕 역 (특별출연)

신라 제25대 국왕. 사도태후에 의해 폐위당한다. 김용춘과 비형랑의 아버지이며 김춘추의 조부이다.
- 김하균 : 진평왕 역

신라 제26대 국왕. 이름은 백정이며 진흥왕의 장남인 동륜태자의 첫째아들. 거구의 체격에 학문과 식견이 깊었다고 전해진다. 54년의 재위기간 동안 구귀족세력의 발호와 고구려, 백제의 침공에 유연하게 대처하였으며, 왕권 강화에 힘을 기울였다.†(29회)
- 정재순 : 사도태후 역

진흥왕의 왕후. 동륜태자와 진지왕의 어머니이자 진평왕의 할머니이며, 선덕여왕의 증조모. †(9회)
- 홍일권 : 국반 갈문왕 역

진평왕의 막내동생이자 진덕여왕의 아버지.†(9회)
- 조양자 : 만호태후 역

진평왕의 생모. 후에 숙흘종과 혼인하여 만명부인을 낳은 김유신의 외조모.†(8회)
- 임난영 : 마야왕후 역

진평왕의 왕후. 천명공주와 선덕여왕의 어머니.†(8회)
- 이시원 : 보량궁주 역

진평왕의 후비. 보라궁주의 언니로 미실궁주의 손녀이자 보종의 딸. 승만왕후의 자객에 의해 사망한다.†(12회)
- 장민교 : 보로전군 역

진평왕의 서자로 보량궁주의 아들.
- 천보근 : 만화 역

승만왕후가 자신의 딸 연화 대신 바꿔치기한 천출(賤出)의 사내아이.†(28회)
- 손여은 : 진덕여왕 역

신라 28대 국왕. 국반 갈문왕과 월명부인의 딸로 선덕여왕과 사촌지간이다. 신라의 마지막 성골 왕으로 647년 비담의 난 진압과 동시에 즉위한다. 재위 기간 동안 김춘추를 통해 나당동맹을 추진하고, 백제와의 전쟁에서 김유신을 중용함으로써 삼한일통의 발판을 마련한다.†(52회)

#### 정치 귀족
- 임혁 : 알천 역

진평왕부터 진덕여왕까지 3대에 걸쳐 서라벌 개혁파 신료들의 대표로 활약하였다. 진덕여왕 사후 화백회의를 통해 섭정에 추대되지만, 김춘추에게 섭정 자리를 양보한다.
- 서인석 : 숙흘종 역

서라벌 구귀족 세력의 실력자. 진흥왕의 동생이자 김유신의 외조부. 극 중에서는 선덕여왕 즉위 후 비담에 의해 실각한다.†(33회)
- 이우석 : 을제 역

알천의 정치적 동료. 극 중에서는 비담의 난에 동참하였다가 사진에게 죽음을 당한다.†(48회)
- 박칠용 : 김후직 역

숙흘종의 정치적 동료. 극 중에서는 비담에 의해 살해당한다.†(29회)
- 양재성 : 임종 역

서라벌 구귀족 세력 인물로 숙흘종을 지지한다. 극 중에서는 비담에 의해 살해당한다.†(29회)
- 최철호 : 비담 역

선덕여왕 대의 정치적 실력자이며 김춘추의 정적. 극 중에서는 승만왕후 이후 선덕여왕과 김춘추를 위협하는 주요 반동인물로 등장한다. 647년 선덕여왕에 맞서 반란을 일으키지만 실패하고 죽음을 맞는다.†(49회)
- 강지후 : 염종 역

비담의 참모. 비담의 난에 동조하였다가 참살당한다.†(49회)
- 이원석 : 사진 역

비담파 신료. 모략에 능한 기회주의자로, 비담의 난에 동조하였다가 김춘추의 편에 가담한다. 비담의 난 이후에도 고구려와 내통하고, 염장을 살해하는 등 김춘추를 곤경에 빠뜨리다가 김유신에게 죽음을 당한다.†(52회)
- 전일범 : 친당파 귀족 역

#### 무열왕 대 정치귀족 세력들
- 최왕순 : 예원 역

제20대 풍월주. 통일전쟁의 주역으로 활약한다. 반당파 신료
- 이명호 : 양도 역

제22대 풍월주. 통일전쟁의 주역으로 활약한다. 반당파 신료 †(70회)
- 정욱 : 군관 역

제23대 풍월주. 통일전쟁에서 중추적 역할을 하며, 문무왕 시기 병부령으로 활약한다. 반당파 신료
- 이원발 : 김품일 역

무열왕 대의 장군. 화랑 관창의 아버지. 반당파 신료
- 김형일 : 동타천 역

661년 북한산성 전투에서 고구려군의 침입을 막아낸 용맹한 장수. 극 중에서는 김유신의 측근으로 친당파 축출과 나당전쟁에서 활약한다. 반당파 장군 †(70회)
- 김명국 : 금강 역

중도파 신료. 선덕여왕 대의 이찬, 태종무열왕 대의 상대등으로 활약한다.†(54회)
- 김태형 : 강수 역

신라 3대 문장가 중 하나로 김춘추의 참모로 활약한다. 무열왕 즉위 이후에는 친당파 중신으로 나당외교를 주도한다.
- 최규환 : 김진주 역

무열왕 대의 장군. 인문과 함께 친당파의 영수로 활약한다. 반당노선을 실행하는 문무왕과 대립하다가 제거당한다.†(67회)
- 정동규 : 김진흠 역

친당파 장군. 김진주와 함께 문무왕에게 제거당한다.†(67회)

#### 화랑도 세력들
- 이일재 : 호림 역

마야왕후의 동생이며 선덕여왕의 외삼촌. 제14대 풍월주. 화랑도에 불교의 기풍을 일으켰으며, 빈민들의 구제에 힘써 탈의지장이라는 명성을 얻었다. 삼한일통의 기초를 다진 주역으로 기록되어 있으나, 극 중에서는 비담에게 살해당한다.†(31회)
- 배도환 : 염장 역 (아역 김기두)

제17대 풍월주. 서라벌 최고의 재력가로 김춘추를 지원한다. 극 중에서는 사진에 의해 살해당한다.†(51회)
- 유민호 : 천광 역

제24대 풍월주. 극 중에서는 계백으로부터 법민을 구하다가 대신 죽음을 당한다.†(49회)
- 윤홍빈 : 관창 역

김품일의 아들로. 황산벌 전투(660년 8월 20일 (음력 7월 9일)를 승리로 이끈 영웅이다. 전초전에서 신라군이 네 번이나 패하자 단기로 백제 진영에 돌격하여 죽음을 맞는다. 그의 죽음은 신라군이 전의를 회복하여 황산벌에서 승리하는 원동력이 된다.†(57회)
- 김지훈 : 반굴 역

김흠순의 아들. 황산벌 전투에서 단기로 백제 진영에 돌격하여 죽음을 당한다. 관창과 마찬가지로 죽음을 통해 신라군의 사기를 높이는 역할을 한다.†(57회)

#### 귀문 세력들
- 장동직 : 비형 역

귀문의 수장. 진지왕과 도화녀 사이에서 출생한 유복자. 문무를 겸비한 인물로 김유신과 깊은 우정을 나눈다. 후에 천노들의 세상을 만들겠다는 의지로 칠숙과 석품의 난에 가담하지만 실패하고 김유신의 칼에 죽음을 맞는다.†(27회)
- 김경룡 : 난승 역

비형의 오른팔이자 귀문의 책사. 비형 사후 유신의 심복이 되어 세작으로 활동한다. 김춘추가 당나라에서 돌아오는 도중 고구려 군을 만나자, 김춘추 일행을 구하고 대신 죽는다.†(50회)
- 이정용 : 길달 역

귀문의 2인자. 비형을 배신하고 서라벌 구귀족들과 야합한다. 김유신의 칼에 죽는다.†(8회)
- 노영주 : 온군해 역

김춘추의 시종. 김춘추가 당나라에서 돌아올 때 김춘추를 구하고 고구려군에게 죽음을 당하는 인물이다. 그러나 드라마 상에서는 이 역할이 난승으로 대체되며 성인역이 등장하지 않는다.
- 이세영 : 천관녀 역

미실궁주의 여사제이자 기녀로 김유신의 첫사랑이었으나 길달의 칼에 죽음을 맞는다.†(8회)
- 김진이 : 시노 역

귀문의 여자 무사. 비형의 뜻에 따라 승만왕후의 측근이 된다. 승만왕후에게 버림받은 딸인 연화를 수양딸로 키운다. 이후 비담의 난 가운데 연화를 구하려다가 죽음을 당한다.†(46회)
- 이아이 : 차비 역 (아역 이혜인)

귀문의 여자 무사. 비형 사후 난승과 함께 김유신의 측근이 된다. 비담의 난 때 반란군의 화살에 죽는다.†(46회)
- 김현정 : 묘랑 역

길달 사후 길달파 무사들의 우두머리가 된다. 승만왕후의 검은 계략을 맡아 수행한다. 칠숙과 석품의 난때 김유신에게 죽는다.†(28회)
- 장준녕 : 모척 역

길달파 무사. 길달이 죽은 후 승만왕후의 하수인이 된다. 칠숙과 석품의 난 때 참살당한다.†(28회)
- 마야 : 호랑 역

길달파 무사. 길달과 함께 진평왕을 살해하고자 하지만, 화랑들에 의해 참살당한다.†(5회)
- 홍수아 : 연화 역 (아역 강예서)

승만왕후의 딸. 여자아이라는 이유로 버려진 후 시노의 수양딸이 되었으며, 비형이 죽은 후 귀문의 복수를 계획한다. 법민과 비담 사이에서 삼각관계를 펼치며 둘 사이를 이간질한다. 비담의 난이 진압되고 나서, 법민에게 모든 것을 털어놓고 자결한다.†(49회)

### 고구려
- 최동준 : 연개소문 역

고구려의 독재자이며 철혈 재상. 642년 친당 정책을 추진하던 영류왕과 조정 신료들을 살해하고 대막리지에 올랐다. 대당강경책을 유지하며 20년 간에 걸친 당나라의 공격을 막아낸 위대한 전략가.†(69회)
- 김동균 : 영류왕 역

고구려의 제27대 태왕. 영양왕의 이복동생. 연개소문에게 시해 당한다.†(37회)
- 안신우 : 보장왕 역

고구려의 제28대 태왕. 영류왕의 친동생인 태양의 아들이다. 연개소문에 의해 옹립되어 실권없이 재위를 지킨 고구려의 마지막 군주.
- 김명현 : 연남생 역

연개소문의 장남. 연개소문 사후 동생들과의 권력 투쟁에서 패하여 당나라에 항복한다.
- 김정민 : 연남건 역

연개소문의 차남. 연개소문 사후 남생을 축출시키고 대막리지에 오른다. 668년 나당연합군에 의해 고구려가 멸망할 때까지 끝까지 항전한다.
- 윤익 : 연남산 역

연개소문의 삼남. 남건을 따라 남생의 축출에 동참하지만, 고구려 멸망 직전 나당연합군에게 항복한다.
- 김선동 : 뇌음신 역

고구려의 장군. 661년 벌어진 북한산성 전투에서 고구려군을 지휘하였다.†(69회)
- 박용진 : 걸걸중상 역

고구려의 장군. 훗날 발해를 건국하는 대조영의 아버지다.
- 최익준 : 술탈 역

고구려의 장군.
- 이승찬 : 생해 역

고구려의 장군.
- 이성 : 신성 역

고구려의 고승. 668년 평양성이 포위되자 보장왕을 설득하여 나당연합군에게 항복하도록 종용하였다.

### 백제
- 박철호 : 무왕 역

백제 제30대 국왕. 강인하고 남성적인 군주로 재위기간 동안 신라를 40차례 공격하였다.†(33회)
- 이진우 : 의자왕 역

백제 제31대 마지막 국왕. 무왕의 아들. 해동증자(海東曾子)로 칭송받을 만큼 성군의 자질을 보였으나, 점차 사치와 향락에 열중한다. 백제 멸망 후 당나라로 압송되었다가 병사한다.†(60회)
- 공정환 : 부여융 역

의자왕의 장남. 백제 멸망 후 당나라의 신라 견재 정책에 의해 웅진도독부로 부임한다. 나당전쟁 이후 당나라에서 일생을 마친다.
- 허정민 : 부여태 역

의자왕의 차남. 백제 멸망 당시 의자왕이 웅진성으로 피신하자, 스스로 왕이 되어 나당연합군에 대항하였으나 곧 항복하였다.
- 김민기 : 부여효 역

의자왕의 삼남. 형인 부여융을 제치고 태자로 책봉되었다. 백제 멸망 후 의자왕과 함께 당나라로 압송된다.
- 장태성 : 부여풍 역

의자왕의 아들로 왜국에 볼모로 가 있었으나, 백제 멸망 후 귀국하여 백제 부흥군의 수장이 된다. 백제 부흥운동 실패 후 고구려로 망명한다.
- 허맹호 : 임자 역

의자왕의 최측근.
- 김재흠 : 흑치상지 역

백제 신료. 백제 멸망후 백제부흥운동의 주역이 된다.
- 차기환 : 계루 역

백제의 장수. 가잠성 전투에서 소년 시절의 김유신과 조우한다. 선덕여왕 즉위 후 신라에 사신으로 파견되었다가, 비담에 의해 살해된다.†(30회)
- 최재성 : 계백 역

백제의 명장. 김유신과 국경을 초월한 우정을 나눈다. 백제 멸망 당시 황산벌에서 5천 결사대를 이끌고 김유신의 대군을 맞아 분전하지만 결국 전사한다.†(58회)
- 김영기 : 복신 역

백제의 왕족이며 장군. 백제 멸망 후 백제 부흥 운동의 구심점으로 활약하지만, 부여풍과 갈등으로 죽음을 맞는다.†(67회)
- 김원배 : 성충 역

백제의 충신이며 재상. 말년에 향락에 빠진 의자왕에게 직언을 하다 투옥된다. 백제의 멸망을 예견하며 옥사한다.†(53회)
- 임병기 : 흥수 역

백제의 충신. 나당동맹군의 공격을 예견하고 의자왕에게 직언을 올리지만 귀양에 처해진다.
- 최동엽 : 의직 역

백제의 명장. 신라와의 전쟁에 여러 차례 참전하여 많은 공을 세웠으며, 660년 기벌포에서 소정방의 당군과 맞서 싸우다가 전사한다. 극 중에서는 대량주 수복 전투에서 김유신에게 죽음을 당한다.†(50회)
- 최우준 : 윤충 역

백제의 명장. 642년 대야성을 함락시킨다. 극 중에서는 대량주 수복 전투에서 김흠순의 칼에 죽음을 맞는다.†(50회)
- 원석연 : 상영 역

백제의 대신. 백제 멸망 과정에서 신라와 내통한다. 백제 부흥군들에게 살해당한다.†(60회)
- 김용헌 : 충상 역

백제의 대신. 백제 멸망 과정에서 신라와 내통한다. 나당동맹군과 연회중 도충의 칼에 맞아 죽는다.†(60회)
- 김철기 : 도충 역

계백의 부장. 백제 멸망 이후 자결을 택한다.†(60회)
- 홍인영 : 화시 역

백제의 여자 무사. 대야성의 신라 장수 검일의 처가 되어 대야성 함락에 중요한 활약을 한다. 이후 계백의 측근으로 여러 전투에 종군한다. 백제 멸망 후 소정방 암살을 시도하다가 죽음을 맞는다.†(58회)
- 정승우 : 도침 역

고구려의 승려. 연개소문의 밀정으로 활약한다. 훗날 백제 부흥군에 참여하지만, 복신과의 갈등으로 살해당한다.†(64회)
- 조태봉 : 충승 역

부여풍의 측근.부여풍이 일본 시절부터 옆을 지켜온 인물.백강 전투에서 전사한다†(68회)
- 허재호 : 충지 역

부여풍의 측근.부여풍이 일본 시절부터 옆을 지켜온 인물.부여풍의 호위무사이기도 하다.백강 전투에서 전사한다†(68회)

### 당
- 윤승원 : 당 태종 역

당나라 제 2대 황제. 이름은 이세민. 정관의치(貞觀之治)라 불리는 부국강병의 시대를 연 전 세계에서 몇 안 되는 명군으로 평가받는다. 사신으로 온 신라의 김춘추를 매우 후대하였으며, 648년 신라와 나당동맹을 체결한다. 649년 고구려 원정 실패의 후유증으로 병사한다.†(51회)
- 서동수 : 당 고종 역

당나라 제 3대 황제. 당 태종의 아홉 번째 황자로 이름은 이치. 태종의 나당동맹을 계승하여 한반도에 여러 차례 대군을 파견함으로써 660년 백제, 668년 고구려를 멸망시킨다. 이후 계림도독부를 설치하여 한반도 전역을 복속하려 하지만, 나당전쟁의 실패로 신라의 삼한일통을 인정한다.
- 정흥채 : 소정방 역

당나라의 명장. 660년 13만 대군을 이끌고 출정하여 백제를 멸망시키고, 이후 고구려 원정에도 출정군 영수로 참여한다. 일설에는 나당전쟁 중 김유신의 신라군에 의해 죽음을 당한 것으로 전한다.†(69회)
- 한태일 : 이세적 역

당나라의 명장. 태종을 보필하여 당나라를 창업하고 개국공신의 자리에 오른다. 668년 고구려 멸망 시 나당연합군의 영수로 참전하였다.
- 성민수 : 설인귀 역

당나라의 명장. 태종과 고종의 2대에 걸쳐 대 고구려 전쟁의 주역으로 활약하였다. 고구려 멸망 후 안동도호부에 주둔하여 신라를 위협하며 나당전쟁에 참전한다.
- 방형주 : 동보량 역

당나라의 장군. 660년 소정방의 백제 공격에 우장군으로 참여하였다.
- 선동혁 : 유인원 역

당나라의 장군. 660년 소정방의 백제 공격에 종군하였다. 이후 웅진도독부에 주둔하며 백제 부흥군과 전투를 벌인다.
- 황천우 : 왕문도 역

당나라의 장군. 당 고종에 의해 웅진도독으로 임명 받았으나 급사하였다. 극 중에서는 김유신에 의해 살해당한다.†(61회)
- 김영선 : 유인궤 역

당나라의 장군. 웅진도독부에 주둔하여 백제부흥군과의 전투에 종군한다.
- 최낙희 : 손인사 역

당나라의 장군. 나당전쟁에서 활약한다.
- 배상돈 : 풍사귀 역

당나라의 장군.
- 야곱 : 방효태 역

당나라의 장군.
- 윤택상: 유백영 역

당나라의 장군.
- 조병곤 : 이근행 역

당나라의 장군.
- 단원 : 방추 역

당나라의 장군.†(70회)
- 오상훈 : 김풍훈 역

당나라의 장군.†(70회)
- 김태영 : 심숙안 역

당나라의 대신.
- 김주명 : 무승사 역

당나라의 대신.

### 왜
- 김민경 : 사이메이 천황 역

왜의 제35대, 제37대 국왕. 조메이 천황의 아내이자 국후로 텐지 천황과 덴무 천황을 낳았다. 재위 초기 소가노 가문의 위세에 눌려 실권이 없었으나, 645년 장남인 나카노오오에가 주도한 다이카 개신으로 왕권을 되찾는다. 이후 고토쿠 천황에게 양위하였다가 그의 사망 후 복위하였다. 김춘추에게 호감을 갖는 인물.†(67회)
- 김진국 : 고토쿠 천황 역

왜의 제36대 국왕. 고교쿠 천황의 남동생이며 다이카 개신으로 인해 누나의 선위로 즉위하였다. 후사 없이 사망한다.†(61회)
- 안홍진 : 덴지 천황 역

왜 제38대 국왕으로 이름은 나카노오오에. 고교쿠 천황의 장남으로 645년 조정의 실세인 소가노 가문을 멸족시키고 다이카 개신을 주도하였다. 백제 멸망 후 2만여명의 병력을 파견하여 백제 부흥군을 지원하였으나, 당나라와 신라의 연합군에 무참히 짓밟혀 실패한다.
- 정진각 : 소가노 이루카 역

왜 아스카 왕조의 권신. 다이카 개신 때 나카노오오에에 의해 제거된다.†(41회)
- 노승진 : 후지와라노 가마타리 역

후지와라 가문의 시조. 텐지 천황의 측근. 다이카 개신 후 왜 조정의 중신으로 활약한다.
- 송승용 : 가미스케노키니 와카코 역

왜 장군.

### 그 외 인물들
- 이대로 : 원광법사 역

당대 최고의 고승. 화랑들에게 세속 오계를 전수하였다. 신라와 수나라와의 외교를 담당했던 국제적으로 신망이 높았던 인물.†(24회)
- 백재진 : 만춘 역

숙흘종의 측근 장수. 과묵하지만 잔혹한 성격이다. 훗날 승만왕후의 심복이 되어 반란에 가담하나 김서현에 의해 죽음을 당한다.†(23회)
- 최범호 : 찬덕 역

가잠성 성주. 가잠성 전투에서 백제군의 공격에 맞서 분전하지만 성의 함락과 함께 자결한다.†(4회)
- 김혁 : 검군 역

김춘추의 측근. 백석에 의해 살해당한다.†(16회)
- 조재완 : 백석 역

김춘추의 수하로 승만왕후가 심어 놓은 첩자. 검군을 독살한 뒤 김춘추까지 해하려다가 김유신에게 죽는다.†(18회)
- 이철민 : 칠숙 역

모량부 장수. 승만왕후의 사주를 받고 칠숙과 석품의 난을 일으킨다.†(28회)
- 염철호 : 석품 역

모량부 장수. 승만왕후의 사주를 받고 칠숙과 석품의 난을 일으킨다.†(28회)
- 김홍표 : 김품석 역

대야성 성주. 고타소의 남편이며 김춘추의 사위 대야성 전투 때 죽음을 맞는다.†(37회)
- 이병욱 : 검일 역

대야성의 장수. 김품석에게 아내를 빼앗기고 복수를 위해 백제군과 내통한다. 극 중에서는 김용춘에게 죽는다.†(36회)
- 김원석 : 풍훈 역

친당파 인물로 나당전쟁에서 당군의 길잡이 노릇을 한다. 김진주와 함께 최후를 맞는다.†(67회)
- 이아청 : 죽죽 역

신라 화랑. 후일 대야성 장수
- 신태인 : 천조 역

문무왕의 호위무사
- 반석진 : 지찬 역

신라 친당파 귀족
- 박정상 : 필탄 역

신라 칠중성주
- 조은숙 : 계백의 아내 역
- 김동회 : 비담 부관 역
- 지대한 : 비담 부관 역
- 오종석 : 숙흘종 부관 역
- 허인구 : 만춘 부관 역
- 백윤흠 : 신라 장군 역
- 최은석 : 신라 장군 역
- 김민승 : 신라 장군 역
- 구중림 : 신라 장군 역
- 강문경 : 신라 구귀족 역
- 손흥민 : 신라 구귀족 역
- 이다일 : 신라 화랑 역
- 변동준 : 신라 화랑 역
- 최승호 : 신라 화랑 역
- 조영훈 : 신라 화랑 역
- 임호 : 신라 화랑 역
- 이진구 : 신라 화랑 역
- 박정식 : 신라 화랑 역
- 이광세 : 신라 왕실 내관 역
- 김흥주 : 신라 왕실 내관 역
- 김누리 : 신라 후궁 역
- 김기연 : 신라 후궁 역
- 임지민 : 신라 후궁 역
- 박국선 : 신라 후궁 역
- 박귀순 : 신라 승려 역
- 하수호 : 신라 군사 역
- 이규섭 : 신라 군사 역
- 신연호 : 신라 군사 역
- 허보배 : 신라 왕실 궁녀 역
- 신소정 : 신라 왕실 궁녀 역
- 최소은 : 신라 왕실 궁녀 역
- 김송아 : 신라 왕실 궁녀 역
- 조은형 : 신라 서찰 아이 역
- 김춘기 : 신라 태의 역
- 주부진 : 신라 산파 역
- 이낙준 : 신라 구귀족, 신라 시위군, 신라 모루성주 역
- 전해룡 : 소금 밀거래 왜인 역
- 유순철 : 소금 밀거래 신라인 역
- 김광인 : 소금 밀거래 신라 관리 역
- 손영순 : 검군의 어머니 역
- 금동현 : 김용춘의 하인 역
- 고진명 : 백제 가림성 노인 역
- 한창현 : 고구려 밀정 역

## 시청률
최저 시청률과 최고 시청률은 시청률 조사회사와 지역별로 시청률에 차이가 있을 수 있습니다.
| 2012년             | 2012년             | 2012년              | 2012년         | 2012년       | 2012년         | 2012년       |
| 회차               | 방송일             | 소제목              | TNMS 시청률    | TNMS 시청률  | AGB 시청률     | AGB 시청률   |
| 회차               | 방송일             | 소제목              | 대한민국(전국) | 서울(수도권) | 대한민국(전국) | 서울(수도권) |
| ------------------ | ------------------ | ------------------- | -------------- | ------------ | -------------- | ------------ |
| 스페셜             | 9월 2일            | 미상                | 8.4%           | 8.6%         | 8.2%           | 8.3%         |
| 제1회              | 9월 8일            | 운명적 만남         | 12.9%          | 12.5%        | 12.5%          | 12.2%        |
| 제2회              | 9월 9일            | 아버지의 눈물       | 12.6%          | 12.4%        | 12.2%          | 12.7%        |
| 제3회              | 9월 15일           | 핏줄의 굴레         | 11.6%          | 11.1%        | 11.5%          | 11.0%        |
| 제4회              | 9월 16일           | 가잠성의 최후       | 11.8%          | 11.5%        | 12.3%          | 12.2%        |
| 제5회              | 9월 22일           | 불타는 왕궁         | 13.0%          | 13.1%        | 12.8%          | 12.9%        |
| 제6회              | 9월 23일           | 삼한일통의 맹세     | 10.2%          | 9.7%         | 11.7%          | 11.2%        |
| 제7회              | 9월 29일           | 국혼(國婚)          | 12.3%          | 11.3%        | 9.6%           | 9.6%         |
| 제8회              | 9월 30일           | 생리사별(生離死別)  | 8.9%           | 8.7%         | 8.8%           | 8.6%         |
| 제9회              | 10월 6일           | 출사(出仕)          | 13.8%          | 12.9%        | 13.2%          | 12.9%        |
| 제10회             | 10월 7일           | 탄핵(彈劾)          | 11.4%          | 10.4%        | 11.4%          | 11.0%        |
| 제11회             | 10월 13일          | 간택(揀擇)          | 12.2%          | 11.7%        | 13.1%          | 12.3%        |
| 제12회             | 10월 14일          | 왕후의 섭정         | 11.6%          | 10.8%        | 13.1%          | 13.1%        |
| 제13회             | 10월 20일          | 용종의 탄생         | 12.8%          | 12.0%        | 13.9%          | 13.4%        |
| 제14회             | 10월 21일          | 밀약(密約)          | 11.4%          | 10.3%        | 10.9%          | 10.2%        |
| 제15회             | 10월 27일          | 출정(出征)          | 12.3%          | 11.6%        | 12.2%          | 11.3%        |
| 제16회             | 10월 28일          | 위기의 동맹         | 11.5%          | 11.2%        | 11.8%          | 11.5%        |
| 제17회             | 11월 3일           | 승전(勝戰)          | 11.8%          | 10.9%        | 12.5%          | 12.1%        |
| 제18회             | 11월 4일           | 태자 책봉           | 10.9%          | 9.4%         | 10.1%          | 11.2%        |
| 제19회             | 12월 8일           | 왕후의 밀서         | 12.2%          | 12.3%        | 10.9%          | 9.5%         |
| 제20회             | 12월 9일           | 반역                | 8.1%           | 8.9%         | 9.0%           | 8.6%         |
| 제21회             | 12월 15일          | 대왕의 혈서         | 9.5%           | 9.2%         | 10.7%          | 10.5%        |
| 제22회             | 12월 16일          | 두 개의 용상        | 9.5%           | 8.5%         | 10.8%          | 10.0%        |
| 제23회             | 12월 22일          | 화백회의            | 10.5%          | 10.1%        | 11.2%          | 10.6%        |
| 제24회             | 12월 23일          | 황룡사의 담판       | 11.0%          | 9.5%         | 11.7%          | 10.8%        |
| 제25회             | 12월 29일          | 결사항전            | 14.0%          | 13.3%        | 13.9%          | 13.1%        |
| 제26회             | 12월 30일          | 반정(反正)          | 12.0%          | 11.7%        | 12.6%          | 11.6%        |
| 2012년 평균 시청률 | 2012년 평균 시청률 | 2012년 평균 시청률  | 11.4%          | 10.9%        | 11.6%          | 11.2%        |
| 2013년             |                    |                     |                |              |                |              |
| 제27회             | 1월 12일           | 결전(決戰)          | 11.8%          | 11.5%        | 11.7%          | 11.8%        |
| 제28회             | 1월 13일           | 왕후의 눈물         | 13.5%          | 13.2%        | 12.4%          | 11.2%        |
| 제29회             | 1월 19일           | 여왕의 즉위         | 11.6%          | 10.9%        | 12.1%          | 11.1%        |
| 제30회             | 1월 20일           | 여왕의 선몽(先夢)   | 11.8%          | 10.8%        | 12.2%          | 11.7%        |
| 제31회             | 1월 26일           | 깨어진 화평         | 12.4%          | 11.8%        | 12.6%          | 11.9%        |
| 제32회             | 1월 27일           | 화랑도의 위기       | 11.6%          | 10.6%        | 11.6%          | 10.7%        |
| 제33회             | 2월 2일            | 재회(再會)          | 12.5%          | 12.0%        | 12.1%          | 11.4%        |
| 제34회             | 2월 3일            | 대야성의 음모       | 12.4%          | 11.8%        | 11.9%          | 11.1%        |
| 제35회             | 2월 9일            | 부정(父情)          | 11.5%          | 11.3%        | 10.5%          | 9.7%         |
| 제36회             | 2월 10일           | 결사항전(決死抗戰)  | 10.3%          | 10.3%        | 9.0%           | 8.1%         |
| 제37회             | 2월 16일           | 대의멸친(大義滅親)  | 12.0%          | 10.7%        | 12.7%          | 12.4%        |
| 제38회             | 2월 17일           | 탈출                | 10.9%          | 10.2%        | 12.2%          | 11.7%        |
| 제39회             | 2월 23일           | 배신                | 11.1%          | 10.0%        | 11.5%          | 10.8%        |
| 제40회             | 2월 24일           | 망명(亡命)          | 10.2%          | 9.1%         | 10.3%          | 9.4%         |
| 제41회             | 3월 2일            | 아스카의 정객(正客) | 10.8%          | 10.0%        | 10.5%          | 9.7%         |
| 제42회             | 3월 3일            | 거탑의 명암(明暗)   | 9.9%           | 9.1%         | 11.5%          | 10.7%        |
| 제43회             | 3월 9일            | 귀환(歸還)          | 11.4%          | 10.6%        | 11.7%          | 10.5%        |
| 제44회             | 3월 10일           | 정변(正變)          | 11.8%          | 11.6%        | 13.0%          | 12.8%        |
| 제45회             | 3월 16일           | 군주의 자격         | 11.9%          | 10.4%        | 12.4%          | 10.5%        |
| 제46회             | 3월 17일           | 별이 지다           | 12.0%          | 10.6%        | 12.2%          | 11.5%        |
| 제47회             | 3월 23일           | 승천(昇天)          | 11.3%          | 9.9%         | 12.7%          | 11.3%        |
| 제48회             | 3월 24일           | 반격                | 11.1%          | 9.5%         | 12.6%          | 10.8%        |
| 제49회             | 3월 30일           | 반역의 최후         | 11.4%          | 10.2%        | 11.1%          | 10.5%        |
| 제50회             | 3월 31일           | 나당 동맹           | 11.5%          | 11.0%        | 11.1%          | 10.1%        |
| 제51회             | 4월 6일            | 깨어진 신의         | 10.1%          | 8.9%         | 11.4%          | 10.8%        |
| 제52회             | 4월 7일            | 태종 무열왕         | 10.2%          | 8.6%         | 10.4%          | 9.8%         |
| 제53회             | 4월 13일           | 대의합일(大義合一)  | 10.0%          | 8.1%         | 10.9%          | 10.1%        |
| 제54회             | 4월 14일           | 출정(出征)          | 9.9%           | 9.1%         | 10.2%          | 8.7%         |
| 제55회             | 4월 20일           | 황산벌              | 9.5%           | 8.5%         | 10.3%          | 10.0%        |
| 제56회             | 4월 21일           | 용호상박            | 9.6%           | 8.5%         | 9.8%           | 9.3%         |
| 제57회             | 4월 27일           | 화랑의 결의         | 9.6%           | 8.7%         | 10.6%          | 9.5%         |
| 제58회             | 4월 28일           | 황산벌을 넘어       | 10.7%          | 9.3%         | 10.4%          | 9.8%         |
| 제59회             | 5월 4일            | 사비성 함락         | 9.8%           | 9.6%         | 9.9%           | 8.9%         |
| 제60회             | 5월 5일            | 백제의 눈물         | 10.4%          | 9.8%         | 10.8%          | 10.3%        |
| 제61회             | 5월 11일           | 갈라진 대의(大義)   | 9.4%           | 8.3%         | 9.9%           | 8.8%         |
| 제62회             | 5월 12일           | 충역(忠逆)의 갈림길 | 9.3%           | 8.3%         | 9.9%           | 8.6%         |
| 제63회             | 5월 18일           | 위기의 나당동맹     | 9.1%           | 8.6%         | 9.6%           | 9.0%         |
| 제64회             | 5월 19일           | 태자의 난           | 9.2%           | 9.3%         | 9.5%           | 8.7%         |
| 제65회             | 5월 25일           | 골육상잔(骨肉相殘)  | 9.0%           | 8.6%         | 10.1%          | 8.8%         |
| 제66회             | 5월 26일           | 분열의 끝           | 9.2%           | 9.1%         | 9.8%           | 8.6%         |
| 제67회             | 6월 1일            | 황룡승천            | 8.9%           | 8.9%         | 9.7%           | 9.1%         |
| 제68회             | 6월 2일            | 백강의 혈투         | 9.2%           | 8.7%         | 10.6%          | 9.6%         |
| 제69회             | 6월 8일            | 최후의 적           | 8.1%           | 7.5%         | 8.7%           | 7.4%         |
| 제70회             | 6월 9일            | 삼한일통            | 8.9%           | 8.3%         | 9.3%           | 8.1%         |
| 2013년 평균 시청률 | 2013년 평균 시청률 | 2013년 평균 시청률  | 10.6%          | 9.8%         | 11.0%          | 10.1%        |
| 전체평균 시청률    | 전체평균 시청률    | 전체평균 시청률     | 10.9%          | 10.2%        | 11.2%          | 10.5%        |

## 사운드 트랙

### 1부
| #            | 제목               | 작사         | 작곡           | 가수         | 재생 시간 |
| ------------ | ------------------ | ------------ | -------------- | ------------ | --------- |
| 1.           | 〈마음길〉         | 강은경       | 이창희, 김준범 | 제시카       | 4:15      |
| 2.           | 〈마음길 (Inst.)〉 |              | 이창희, 김준범 |              | 4:15      |
| 총 재생 시간 | 총 재생 시간       | 총 재생 시간 | 총 재생 시간   | 총 재생 시간 | 8:30      |

### 2부
| #            | 제목            | 작사           | 작곡           | 가수         | 재생 시간 |
| ------------ | --------------- | -------------- | -------------- | ------------ | --------- |
| 1.           | 〈꿈꾸던 기억〉 | 이창희, 김준범 | 이창희, 김준범 | 김형섭       | 4:21      |
| 총 재생 시간 | 총 재생 시간    | 총 재생 시간   | 총 재생 시간   | 총 재생 시간 | 4:21      |

### 3부
| #            | 제목          | 작사           | 작곡           | 가수         | 재생 시간 |
| ------------ | ------------- | -------------- | -------------- | ------------ | --------- |
| 1.           | 〈백분의 일〉 | 이창희, 김준범 | 이창희, 김준범 | 종현         | 4:55      |
| 총 재생 시간 | 총 재생 시간  | 총 재생 시간   | 총 재생 시간   | 총 재생 시간 | 4:55      |

## 수상
- 2012년 KBS 연기대상 청소년상 - 노영학

## 역사와 다른 점
- 김춘추의 어린 시절의 이야기에 작가의 창작이 추가되었다.
- 김유신이 정사에 처음으로 등장하는 시기는 낭비성 전투이다. 이전의 소재는 진의왕이 치세 말기에 왕의 권위가 실추되어 버린 왕으로 묘사하고 있으나, 실제로는 치세 전반에 걸쳐 강력한 왕권을 행사한 신라의 군주이다.
- 백석은 역사서에서는 고구려 첩자로 김유신에게 발각되어 처형당한 것으로 기록되었으나, 극에서는 승만왕후가 보낸 간자로 김춘추의 수하로 각색하였다.
- 신라 측 인물인 검일, 천광과 모척, 양도, 풍훈 그리고 백제 장수 의직이 실제 역사와는 달리 극에서 빨리 죽는다.
- 실제 정사의 칠숙과 석품의 난을 승만왕후가 칠숙과 석품을 사주하여 난을 일으킨 것으로 각색하였으나, 실제 정사에서 칠숙과 석품의 난은 반란 계획 중 발각되어 실패한다.
- 신라 13대 풍월주 김용춘과 14대 풍월주 호림의 죽음에 대해선 구체적으로 알려진 것이 없다. 역사 기록에는 진덕여왕 재위 시절까지 기록이 남아있는데 반해, 극 중에서는 진덕여왕 즉위 이전 각각 백제 의자왕과 비담에 의해 제거당한다.
- 김춘추가 고구려로 갔을 때 선도해가 김춘추에게 해 준 이야기를 연개소문이 한 것으로 각색하였다.
- 645년 을사의 변을 목격한 것은 작가의 창작이다. 실제 김춘추는 646년에 왜국을 방문하였다.
- 고구려 순라선이 김춘추가 타고 있는 배를 추격할 때 온군해가 아닌 난승이 위장하여 사망한 것으로 각색하였다.
- 황산벌 전투 승리 이후 소정방이 신라군의 군기 장수인 김문영에게 죄를 물었다고 기록되어 있으나, 드라마 상에서는 김삼광이 김문영 대신 등장한다.
- 70회의 672년 당나라와의 전투에 참여한 인물이 동타천이라는 기록은 없다. 삼국사기에는 담릉이 참전하여 김유신의 아들 김원술을 퇴각하게 하였다고 전해진다.
- 귀문단은 극중에서 골품에 들지 못한 천민으로 묘사되고 있으나 삼국유사에서는 비형이 어린 시절 매일 밤 놀던 귀신들의 무리를 지칭한다.

## 참고 사항
- 부상 사고

- 원래 80부작으로 기획되었으나 주연 배우들의 부상으로 약 5주 정도의 결방이 있었다. 그리하여 당초 계획되었던 방송 일정을 맞추기 위해 70부로 종영하게 되었다.
- 최재성이 김유신 역에 캐스팅되었으나 무릎 부상으로 하차하여 김유석으로 교체되었으나, 이후 계백으로 합류하였다.
- 박주미가 덕만공주 역에 캐스팅되어 연기했으나 촬영장소로 이동하는 도중 교통사고를 당했다. 그녀의 하차로 인해 배역을 준비하는 동안 11월 8일~11월 18일까지는 결방되고 11월 24일~12월 2일까지 스페셜 방송을 하였다. 해당 배역은 홍은희로 교체되었다.
- 최수종이 9월에 교통사고로 인한 허리 부상으로 진통제 투혼을 벌였고, 10월 24일에 낙마 사고로 오른쪽 어깨 인대 부상을 입고 촬영을 강행하였으나 12월 26일에 낙마 사고로 오른쪽 어깨와 왼손 골절상을 입어 서울의 한 병원에서 대수술을 한 바가 있어 하차 / 배우 교체 기사가 난무하였으나 KBS에서는 사실무근이라고 보도하였으며, 이로 인해 1월 첫 주(1월 5일~1월 6일)는 결방되고 1월 12일부터 정상 방송하게 되었다.
- 그러나 최수종은 부상에서 완전히 회복되지 않은 상태로 27부 ~ 32부까지 목소리로만 출연하다가 33회에 복귀하였다.
- 3월 21일 대왕의 꿈 스태프를 태운 차량이 촬영장으로 이동 중 경부고속도로에서 화물차와 추돌하는 교통사고가 발생해, 운전사를 비롯하여 분장팀 7명이 중경상을 입었다.
- 대왕의 꿈에 출연한 무술 담당 보조 출연자가 전투신 촬영 중 상대 배우가 들고 있던 창에 맞아 얼굴과 목 등 부상을 입은 사고가 있었다. 부상자는 산재 요양 신청을 하였으며 이를 담당하는 근로복지공단에서 승인을 받았다. 이는 예술인에게도 촬영 중 부상을 입으면 산업재해로 인정하는 최초의 사례이다.

- 최철호가 의자왕 역에 캐스팅되었으나 '도시정벌' 스케줄 문제로 인해 하차하고 대신 이진우로 교체되었고,[21] 이후 비담으로 합류하였다.
- 의자왕의 아들 부여융으로 합류한 공정환이 4월 4일 득녀하였다. 당시 딸의 태명이 대박이로 이틀 후인 6일에 방송 한 대왕의 꿈 51회에 첫 등장하였다.[22]
- 본 드라마에 출연 중인 최규환은 전 작품인 연개소문에 출연하였으며 전 작품에 나왔던 배우가 5월 23일 성폭행 혐의로 구속되었는데 인터넷 상에서는 그를 지목하였으나 자신의 미니홈피에서 당시 촬영 중이어서 아니라고 해명하였다.[23]

## 경쟁 프로그램
- 메이퀸
- 백년의 유산 (이상 MBC TV.)
- 다섯 손가락
- 청담동 앨리스
- 돈의 화신
- 출생의 비밀 (이상 SBS TV.)